# Cratere D'Arrest (Luna)

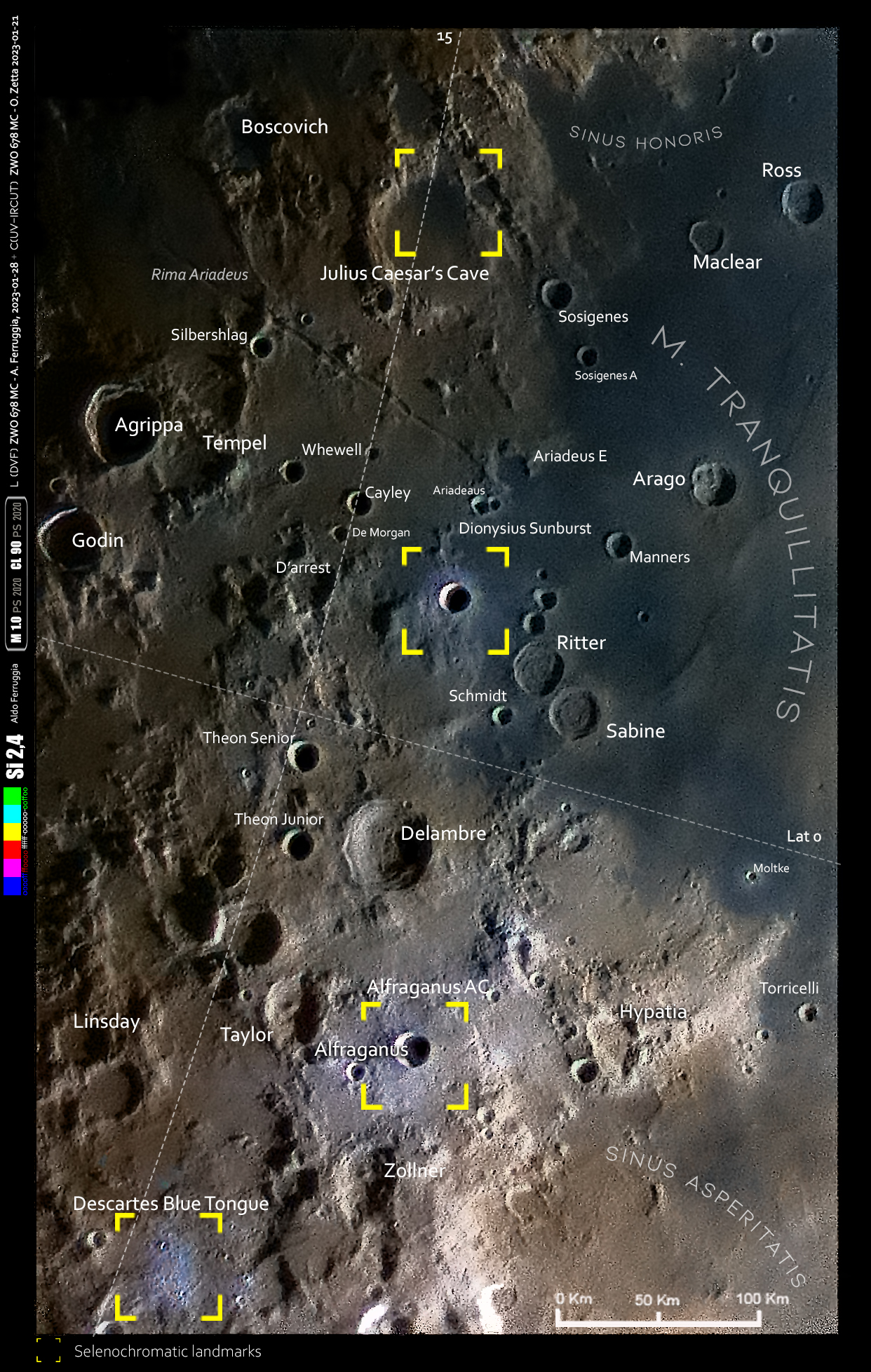
Il cratere con le strutture vicine in una Immagine Selenocromatica(Si)

D'Arrest è un cratere lunare di 29,67 km situato nella parte nord-orientale della faccia visibile della Luna, ad ovest del Mare Tranquillitatis, a sud-est del cratere Agrippa ed a nord-ovest del cratere Delambre.
Nelle vicinanze del bordo di nord-est si trovano i due crateri De Morgan, piccolo ed a forma di coppa, e Cayley.
Il bordo di D'Arrest è interrotto in diversi punti, con un accumulo di detriti a sud ed un ampio intervallo a nord-est, dove il margine è ridotto a un basso terrapieno, mentre altrove è basso e consumato. Il pianoro interno è stato completamente ricoperto da una colata di lava e non presenta caratteristiche particolari.
I crateri secondari D'Arrest A e D'Arrest M sono quasi concentrici.
Il cratere è dedicato all'astronomo tedesco Heinrich Louis d'Arrest.

## Crateri correlati
Alcuni crateri minori situati in prossimità di D'Arrest sono convenzionalmente identificati, sulle mappe lunari, attraverso una lettera associata al nome.
| D'Arrest | Coordinate           | Diametro (in km) |
| -------- | -------------------- | ---------------- |
| A        | 1°56′24″N 13°38′24″E | 3,75             |
| B        | 0°57′36″N 13°36′36″E | 4,99             |
| M        | 1°57′N 13°30′E       | 25,27            |
| R        | 0°28′12″N 15°37′48″E | 17,37            |